# Tournoi des Six Nations 2024
Cet article traite de l'épreuve masculine. Pour la compétition féminine, voir Tournoi des Six Nations féminin 2024. Pour la compétition junior, voir Tournoi des Six Nations des moins de 20 ans 2024
Navigation
Tournoi 2023 Tournoi 2025
Le Tournoi des Six Nations 2024 est une compétition de rugby à XV qui a lieu du 2 février au 16 mars 2024. Chacune des six nations participantes affronte toutes les autres lors de cinq journées réparties sur cinq semaines, avec des pauses avant et après la troisième journée.
Les trois équipes qui ont, en 2024, l'avantage de jouer un match de plus à domicile que les autres sont la France, l'Irlande et le pays de Galles.

## Villes et stades
En raison des préparatifs pour la réception des Jeux olympiques d'été de 2024, l'équipe de France reçoit ses trois rencontres à domicile en dehors de l'habituel Stade de France.
| Rome (Italie)                             | Londres (Angleterre)                   | Marseille (France)            |
| ----------------------------------------- | -------------------------------------- | ----------------------------- |
| Stade olympique 72 698 places             | Stade de Twickenham 82 000 places      | Stade Vélodrome 67 394 places |
| Stade olympique, Rome                     | Stade de Twickenham, Londres           | Stade Vélodrome, Marseille    |
| Décines-Charpieu (France)                 | Villeneuve-d'Ascq (France)             | Dublin (Irlande)              |
| Parc Olympique lyonnais 59 186 places     | Stade Pierre-Mauroy 50 187 places      | Aviva Stadium 51 700 places   |
| Parc Olympique lyonnais, Décines-Charpieu | Stade Pierre-Mauroy, Villeneuve-d'Ascq | Aviva Stadium, Dublin         |
| Cardiff (pays de Galles)                  | Édimbourg (Écosse)                     |                               |
| Millennium Stadium 73 931 places          | Murrayfield Stadium 67 130 places      |                               |
| Millennium Stadium, Cardiff               | Murrayfield Stadium, Édimbourg         |                               |

## Acteurs du Tournoi des Six Nations 2024

Participants au Tournoi des Six Nations.

### Joueurs

#### Angleterre
Le 17 janvier, Steve Borthwick nomme un effectif de trente-six joueurs pour débuter le Tournoi avec Jamie George dans le rôle de capitaine en l'absence d'Owen Farrell.
Six jours plus tard, Ollie Lawrence et Luke Cowan-Dickie, blessés lors de la dernière journée de poule de Champions Cup, sont forfaits pour la première journée et remplacés par Max Ojomoh et Jamie Blamire, tandis qu'Oscar Beard, commotionné, est remplacé par Will Muir pour la durée de son protocole de retour au jeu.
Le 27 janvier, Nick Isiekwe, malade, déclare forfait pour la première journée, il est remplacé par Charlie Ewels.
Mi-février, George Martin et Manu Tuilagi, blessés jusqu'alors, sont convoqués pour préparer la troisième journée. De plus, Luke Cowan-Dickie fait également son retour.
Lors de la semaine précédant la troisième journée, le demi de mêlée titulaire Alex Mitchell déclare forfait pour ce match, il est remplacé par Harry Randall.
Pour la cinquième journée, Chandler Cunningham-South déclare forfait et est remplacé par Guy Pepper.
| Entraîneur | Entraîneur             | Steve Borthwick                                                                         |
| Avants     | Pilier                 | Dan Cole, Ellis Genge , Joe Heyes, Joe Marler, Beno Obano, Will Stuart                  |
| Avants     | Talonneur              | Jamie Blamire, Luke Cowan-Dickie , Theo Dan, Jamie George                               |
| Avants     | Deuxième ligne         | Ollie Chessum, Alex Coles, Charlie Ewels, Nick Isiekwe , Maro Itoje, George Martin      |
| Avants     | Troisième ligne aile   | Ben Curry, Ben Earl, Tom Pearson, Guy Pepper, Ethan Roots, Sam Underhill                |
| Avants     | Troisième ligne centre | Chandler Cunningham-South , Alex Dombrandt                                              |
| Arrières   | Demi de mêlée          | Danny Care, Alex Mitchell , Harry Randall, Ben Spencer                                  |
| Arrières   | Demi d'ouverture       | George Ford, Fin Smith, Marcus Smith                                                    |
| Arrières   | Centre                 | Fraser Dingwall, Ollie Lawrence , Max Ojomoh, Henry Slade, Manu Tuilagi                 |
| Arrières   | Ailier                 | Oscar Beard , Elliot Daly, Immanuel Feyi-Waboso , Tommy Freeman, Will Muir, Tom Roebuck |
| Arrières   | Arrière                | George Furbank, Freddie Steward                                                         |

#### Écosse
Le 16 janvier, le sélectionneur Gregor Townsend nomme un groupe de trente-neuf joueurs pour la compétition, il ne nomme pas de capitaine. Chris Harris, Hamish Watson et Rory Sutherland sont les principales absences, Jonny Gray est quant à lui indisponible à cause d'une blessure au genou. L'ancien international anglais et pilier, Alec Hepburn, est convoqué pour la première fois.
Le 21 janvier, le demi d'ouverture Finn Russell et le troisième ligne aile Rory Darge sont nommés co-capitaines. Le même jour, le sélectionneur annonce également le forfait de Darcy Graham pour au moins les deux premières journées, il est remplacé par Ross McCann (en).
Le 23 janvier, le pilier Will Hurd déclare forfait et est remplacé par Elliot Millar-Mills. De plus, Adam Hastings déclare forfait pour la première journée, tandis que Jamie Dobie et Javan Sebastian, en phase de reprise, s'entraînent avec le groupe.
Le 29 janvier, l'ouvreur Ross Thompson rejoint le groupe, il remplace numériquement Adam Hastings, tandis que Javan Sebastian intègre définitivement celui-ci après son rétablissement et à la suite d'une blessure de WP Nel.
Après la première journée, le 6 février, Luke Crosbie et Richie Gray, titulaire lors de ce match, déclarent forfait pour le reste de la compétition à la suite de blessures. La fédération écossaise annonce également que Darcy Graham et WP Nel sont toujours forfait mais qu'ils ont repris l'entraînement avec Édimbourg Rugby. De plus, les joueurs des Glasgow Warriors Jamie Dobie, Euan Ferrie, Alex Samuel et Max Williamson se sont entraînés avec le groupe écossais durant la semaine.
Pour la troisième journée, le sélectionneur écossais convoque Magnus Bradbury, Alex Craig (en) et Hamish Watson, tandis que Josh Bayliss, Ross McCann et Javan Sebastian ne sont pas gardés.
En vue de la quatrième journée, Jamie Dobie, Javan Sebastian, Rory Sutherland et Marshall Sykes sont convoqués dans le groupe. 
Le 11 mars, pour préparer la dernière journée, Gregor Townsend convoque Ally Miller (en), Alex Samuel et Max Williamson à la place de Jamie Bhatti, Hamish Watson et Glen Young.
| Entraîneur | Entraîneur             | Gregor Townsend |
| Avants     | Pilier                 | Jamie Bhatti, Zander Fagerson, Alec Hepburn, Will Hurd , Elliot Millar-Mills, WP Nel , Pierre Schoeman, Javan Sebastian, Rory Sutherland  |
| Avants     | Talonneur              | Ewan Ashman, Johnny Matthews, George Turner                                                                                               |
| Avants     | Deuxième ligne         | Alex Craig (en), Scott Cummings, Grant Gilchrist, Richie Gray , Alex Samuel, Sam Skinner, Marshall Sykes, Max Williamson, Glen Young (en) |
| Avants     | Troisième ligne aile   | Josh Bayliss, Andy Christie, Luke Crosbie , Rory Darge , Ally Miller (en), Jamie Ritchie, Hamish Watson                                   |
| Avants     | Troisième ligne centre | Magnus Bradbury, Jack Dempsey, Matt Fagerson                                                                                              |
| Arrières   | Demi de mêlée          | Jamie Dobie, George Horne, Ali Price, Ben White                                                                                           |
| Arrières   | Demi d'ouverture       | Adam Hastings , Ben Healy, Finn Russell , Ross Thompson                                                                                   |
| Arrières   | Centre                 | Rory Hutchinson, Huw Jones, Stafford McDowall, Cameron Redpath, Sione Tuipulotu                                                           |
| Arrières   | Ailier                 | Darcy Graham , Ross McCann (en), Arron Reed, Kyle Rowe, Kyle Steyn, Duhan van der Merwe                                                   |
| Arrières   | Arrière                | Blair Kinghorn, Harry Paterson |

#### France
La liste de trente-quatre joueurs préparant le match d'ouverture contre l'équipe d'Irlande est révélée le 17 janvier. En l'absence d'Antoine Dupont, préparant sa conversion au rugby à sept pour les Jeux olympiques, le troisième ligne centre Grégory Alldritt est le nouveau capitaine de la sélection. Cinq nouveaux joueurs sont convoqués : Esteban Abadie, Nicolas Depoortère, Antoine Gibert, Matthias Halagahu et Emmanuel Meafou. En plus de Dupont, les principales absences sont : Baptiste Couilloud, Antoine Hastoy, Sekou Macalou, Gabin Villière, Arthur Vincent et Paul Willemse. Ainsi que Thibaud Flament, blessé et qui ne peut pas participer aux premières journées.
Touché aux ligaments croisés du genou droit, le forfait d'Anthony Jelonch pour toute la durée du Tournoi est annoncé le 21 janvier. Le lendemain, il est annoncé que Alexandre Roumat est convoqué pour le remplacer. Le même jour, la presse annonce également le forfait d'Emmanuel Meafou pour le début de la compétition. Il est remplacé par Paul Willemse.
Le 28 janvier, Fabien Galthié annonce un groupe de trente-quatre joueurs pour la première journée, Léo Barré et les champions du monde des moins de 20 ans Lenni Nouchi et Posolo Tuilagi sont convoqués respectivement à la place de Melvyn Jaminet, blessé, Alexandre Roumat et Matthias Halagahu.
Après la première journée, le 4 février, Dany Priso est convoqué à la suite du forfait sur blessure de Reda Wardi pour le reste de la compétition, tandis que Romain Taofifénua est forfait pour la seconde journée et est remplacé par Matthias Halagahu qui fait son retour dans le groupe.
Le 15 février, pour préparer la troisième journée, Marko Gazzotti est convoqué pour la première fois à la suite du forfait de Grégory Alldritt, Charles Ollivon est donc le capitaine en son absence, Romain Taofifénua fait également son retour dans le groupe. Le lendemain, Gaëtan Barlot déclare forfait, il est remplacé par Maxime Lamothe.
Le 18 février, Alex Burin, joueur du SU Agen en Pro D2, est convoqué pour la première fois en équipe de France à la suite du forfait sur blessure de Thomas Laclayat.
Le 29 février, le sélectionneur rappelle Thibaud Flament et Emmanuel Meafou, de retour de blessure, ainsi que Pierre-Louis Barassi, Georges-Henri Colombe et Antoine Hastoy.
Le 10 mars, peu de temps après le dernier match de la quatrième journée, Fabien Galthié annonce la convocation d'Antoine Frisch, pour la première fois en équipe de France, à la suite de la blessure de Pierre-Louis Barassi et afin de préparer la dernière journée du Tournoi.
| Entraîneur | Entraîneur             | Fabien Galthié |
| Avants     | Pilier                 | Dorian Aldegheri, Uini Atonio, Cyril Baille, Alex Burin, Georges-Henri Colombe, Thomas Laclayat , Dany Priso, Sébastien Taofifénua, Reda Wardi |
| Avants     | Talonneur              | Gaëtan Barlot , Maxime Lamothe, Julien Marchand, Peato Mauvaka                                                                                 |
| Avants     | Deuxième ligne         | Thibaud Flament, Paul Gabrillagues, Matthias Halagahu, Emmanuel Meafou , Romain Taofifénua , Posolo Tuilagi, Paul Willemse, Cameron Woki       |
| Avants     | Troisième ligne aile   | Esteban Abadie, Paul Boudehent, François Cros, Anthony Jelonch , Lenni Nouchi, Charles Ollivon , Alexandre Roumat                              |
| Avants     | Troisième ligne centre | Grégory Alldritt , Marko Gazzotti |
| Arrières   | Demi de mêlée          | Nolann Le Garrec, Maxime Lucu |
| Arrières   | Demi d'ouverture       | Antoine Gibert, Antoine Hastoy, Matthieu Jalibert                                                                                              |
| Arrières   | Centre                 | Pierre-Louis Barassi , Jonathan Danty, Nicolas Depoortère, Gaël Fickou, Antoine Frisch, Émilien Gailleton, Yoram Moefana                       |
| Arrières   | Ailier                 | Louis Bielle-Biarrey, Matthis Lebel, Damian Penaud                                                                                             |
| Arrières   | Arrière                | Léo Barré, Melvyn Jaminet , Thomas Ramos |

#### Pays de Galles
Le 16 janvier, Warren Gatland, nomme un premier groupe de trente-quatre joueurs retenus pour la compétition. En l'absence du capitaine Jac Morgan, ainsi que du co-capitaine Dewi Lake, le jeune deuxième ligne Dafydd Jenkins obtient ce rôle pour la première fois. L'une des principales absences est celle de Louis Rees-Zammit qui quitte le rugby à XV pour se lancer dans le football américain. Taulupe Faletau est quant à lui absent à cause d'une blessure. Dix-neuf des joueurs sélectionnés ont fait partie du groupe retenu pour la Coupe du monde 2023,. Le polyvalent et prometteur Christ Tshiunza est également blessé, tandis que Johnny Williams est suspendu plusieurs semaines.
Après la première journée, le 6 février, James Botham déclare forfait pour une blessure au genou survenue pendant ce premier match, il est remplacé par Seb Davies. De plus, le pilier droit Dillon Lewis est convoqué en tant que joueur additionnel à la suite d'un coup reçu par Leon Brown, ce dernier reste dans le groupe.
Le 19 février, à la suite de la blessure d'Archie Griffin, Harri O'Connor est convoqué pour la première fois avec le XV du Poireau.
| Entraîneur | Entraîneur             | Warren Gatland |
| Avants     | Pilier                 | Keiron Assiratti, Leon Brown , Corey Domachowski, Archie Griffin , Dillon Lewis, Kemsley Mathias, Harri O'Connor, Gareth Thomas |
| Avants     | Talonneur              | Elliot Dee, Ryan Elias, Evan Lloyd                                                                                              |
| Avants     | Deuxième ligne         | Adam Beard, Dafydd Jenkins , Will Rowlands, Teddy Williams                                                                      |
| Avants     | Troisième ligne aile   | Taine Basham, James Botham , Seb Davies, Alex Mann, Mackenzie Martin, Tommy Reffell                                             |
| Avants     | Troisième ligne centre | Aaron Wainwright |
| Arrières   | Demi de mêlée          | Gareth Davies, Kieran Hardy, Tomos Williams                                                                                     |
| Arrières   | Demi d'ouverture       | Sam Costelow, Cai Evans, Ioan Lloyd                                                                                             |
| Arrières   | Centre                 | Mason Grady, George North, Joe Roberts, Nick Tompkins, Owen Watkin                                                              |
| Arrières   | Ailier                 | Josh Adams, Rio Dyer, Tom Rogers                                                                                                |
| Arrières   | Arrière                | Cameron Winnett |

#### Irlande
Le 17 janvier, Andy Farrell annonce la liste de trente-quatre joueurs irlandais sélectionnés pour la compétition. Après le départ à la retraite de Jonathan Sexton, le troisième ligne aile Peter O'Mahony est nommé capitaine de la sélection d'un groupe sans surprise notable. De plus, Thomas Ahern, Oli Jager et Sam Prendergast sont également appelés en tant que partenaires d'entraînement.
Finalement, Thomas Ahern et Oli Jager rejoignent officiellement le groupe irlandais en amont de la troisième journée, le premier notamment à la place de Iain Henderson qui s'est blessé.
| Entraîneur | Entraîneur             | Andy Farrell                                                                                      |
| Avants     | Pilier                 | Finlay Bealham, Tadhg Furlong, Cian Healy, Oli Jager, Jeremy Loughman, Tom O'Toole, Andrew Porter |
| Avants     | Talonneur              | Rónan Kelleher, Dan Sheehan, Tom Stewart                                                          |
| Avants     | Deuxième ligne         | Thomas Ahern, Tadhg Beirne, Iain Henderson , Joe McCarthy, James Ryan                             |
| Avants     | Troisième ligne aile   | Ryan Baird, Peter O'Mahony , Nick Timoney, Josh van der Flier                                     |
| Avants     | Troisième ligne centre | Jack Conan, Caelan Doris                                                                          |
| Arrières   | Demi de mêlée          | Craig Casey, Jamison Gibson-Park, Conor Murray                                                    |
| Arrières   | Demi d'ouverture       | Harry Byrne, Jack Crowley, Ciarán Frawley                                                         |
| Arrières   | Centre                 | Bundee Aki, Robbie Henshaw, Stuart McCloskey, Garry Ringrose                                      |
| Arrières   | Ailier                 | Jordan Larmour, James Lowe, Calvin Nash, Jacob Stockdale                                          |
| Arrières   | Arrière                | Hugo Keenan                                                                                       |

#### Italie
Le 16 janvier, le nouveau sélectionneur italien Gonzalo Quesada dévoile son groupe de trente-quatre joueurs retenus pour la compétition. Les principales absences sont celles de Simone Ferrari, Dino Lamb, Paolo Odogwu et de Marco Riccioni pour cause de blessures. De plus, Jake Polledri est également absent, une nouvelle fois pour cause de blessure, et serait sur le point de mettre un terme à sa carrière.
Après la première journée, le 5 février, Sebastian Negri déclare forfait pour la deuxième journée, il est remplacé par Matteo Canali (en) qui est convoqué pour la première fois, l'arrière polyvalent Leonardo Marin est également appelé.
Pour préparer la troisième journée, Simone Ferrari, Louis Lynagh, François Carlo Mey sont convoqués tandis que Tommaso Allan a demandé à ne pas être sélectionné pour pouvoir se reposer. De plus, Pietro Ceccarelli, Edoardo Iachizzi, Lorenzo Cannone et Sebastian Negri sont forfaits pour cette rencontre,. Cependant, quelques jours plus tard, François Carlo Mey est contraint de déclarer forfait, il est remplacé par Giovanni Licata. Le 22 février, c'est au tour de Matteo Nocera (en) de déclarer forfait pour ce troisième match, il est remplacé par Filippo Alongi (en).
Le 5 mars, le talonneur Marco Manfredi déclare forfait pour la quatrième journée et est remplacé par Luca Bigi.
| Entraîneur | Entraîneur             | Gonzalo Quesada |
| Avants     | Pilier                 | Filippo Alongi (en), Pietro Ceccarelli , Simone Ferrari, Danilo Fischetti, Matteo Nocera (en) , Luca Rizzoli, Mirco Spagnolo, Giosuè Zilocchi |
| Avants     | Talonneur              | Luca Bigi, Gianmarco Lucchesi, Marco Manfredi , Giacomo Nicotera                                                                              |
| Avants     | Deuxième ligne         | Matteo Canali (en), Niccolò Cannone, Riccardo Favretto, Edoardo Iachizzi , Federico Ruzza, Andrea Zambonin (en)                               |
| Avants     | Troisième ligne aile   | Alessandro Izekor, Michele Lamaro , Sebastian Negri , Ross Vintcent, Manuel Zuliani                                                           |
| Avants     | Troisième ligne centre | Lorenzo Cannone , Giovanni Licata |
| Arrières   | Demi de mêlée          | Alessandro Garbisi, Martin Page-Relo, Stephen Varney                                                                                          |
| Arrières   | Demi d'ouverture       | Tommaso Allan, Paolo Garbisi, Leonardo Marin                                                                                                  |
| Arrières   | Centre                 | Juan Ignacio Brex, Tommaso Menoncello, Federico Mori, Marco Zanon                                                                             |
| Arrières   | Ailier                 | Pierre Bruno, Simone Gesi, Monty Ioane, Louis Lynagh                                                                                          |
| Arrières   | Arrière                | Ange Capuozzo, François Carlo Mey , Lorenzo Pani                                                                                              |

### Arbitres
Les arbitres de champ du Tournoi 2024 sont les suivants,,, :
| Rugby Europe | Rugby Afrique | Oceania Rugby                                                             |
| --- | ------------- | ------------------------------------------------------------------------- |
| - Karl Dickson - Matthew Carley - Luke Pearce - Christophe Ridley - Pierre Brousset - Mathieu Raynal - Andrew Brace - Nika Amashukeli - Andrea Piardi | - Jaco Peyper | - Ben O'Keefe - Paul Williams - James Doleman - Nic Berry - Angus Gardner |

## Matchs
Le programme pour le Tournoi 2024 est le suivant :
Heures françaises et italiennes (dans le fuseau horaire CET (UTC+1))
| 2 février 2024 à 21 h                 | Stade Vélodrome, Marseille  | France         | 17 - 38 | Irlande    |
| 3 février à 15 h 15                   | Stade olympique, Rome       | Italie         | 24 - 27 | Angleterre |
| 3 février à 17 h 45 (Doddie Weir Cup) | Millennium Stadium, Cardiff | Pays de Galles | 26 - 27 | Écosse     |

| 10 février à 15 h 15 (Trophée Auld Alliance) | Murrayfield Stadium, Édimbourg | Écosse     | 16 - 20 | France         |
| 10 février à 17 h 45                         | Stade de Twickenham, Londres   | Angleterre | 16 - 14 | Pays de Galles |
| 11 février à 16 h                            | Aviva Stadium, Dublin          | Irlande    | 36 - 0  | Italie         |

| 24 février à 15 h 15                  | Aviva Stadium, Dublin                  | Irlande | 31 - 7  | Pays de Galles |
| 24 février à 17 h 45 (Calcutta Cup)   | Murrayfield Stadium, Édimbourg         | Écosse  | 30 - 21 | Angleterre     |
| 25 février à 16 h (Trophée Garibaldi) | Stade Pierre-Mauroy, Villeneuve-d'Ascq | France  | 13 - 13 | Italie         |

| 9 mars à 15 h 15 (Cuttitta Cup)      | Stade olympique, Rome        | Italie         | 31 - 29 | Écosse  |
| 9 mars à 17 h 45 (Millennium Trophy) | Stade de Twickenham, Londres | Angleterre     | 23 - 22 | Irlande |
| 10 mars à 16 h                       | Millennium Stadium, Cardiff  | Pays de Galles | 24 - 45 | France  |

| 16 mars à 15 h 15                    | Millennium Stadium, Cardiff               | Pays de Galles | 21 - 24 | Italie     |
| 16 mars à 17 h 45 (Centenary Quaich) | Aviva Stadium, Dublin                     | Irlande        | 17 - 13 | Écosse     |
| 16 mars à 21 h (Trophée Eurostar)    | Parc Olympique lyonnais, Décines-Charpieu | France         | 33 - 31 | Angleterre |

## Classement
| Rang | Nation         | J | V | N | D | Em | Ee | Bo | Bd | Pm  | Pe  | Diff | Pts |
| ---- | -------------- | - | - | - | - | -- | -- | -- | -- | --- | --- | ---- | --- |
| 1    | Irlande T      | 5 | 4 | 0 | 1 | 19 | 7  | 3  | 1  | 144 | 60  | +84  | 20  |
| 2    | France         | 5 | 3 | 1 | 1 | 13 | 14 | 1  | 0  | 128 | 122 | +6   | 15  |
| 3    | Angleterre     | 5 | 3 | 0 | 2 | 13 | 13 | 1  | 1  | 118 | 123 | -5   | 14  |
| 4    | Écosse         | 5 | 2 | 0 | 3 | 12 | 13 | 1  | 3  | 115 | 115 | 0    | 12  |
| 5    | Italie         | 5 | 2 | 1 | 2 | 9  | 16 | 0  | 1  | 92  | 126 | -34  | 11  |
| 6    | Pays de Galles | 5 | 0 | 0 | 5 | 13 | 16 | 1  | 3  | 92  | 143 | -51  | 4   |

- Vainqueur du Tournoi
- T : tenant du titre 2023

- Règles d’attribution des points[53] : 
Victoire : 4 points
Match nul : 2 points
Défaite : 0 point
Bonus offensif : 1 point si au moins 4 essais marqués
Bonus défensif : 1 point en cas de défaite par 7 points d'écart ou moins
Grand Chelem (5 victoires) : 3 points
- Règles de classement[54] :
 1 : nombre de points attribués
2 : différence de points générale
3 : nombre d'essais marqués
4 : ex æquo

## Récompenses et statistiques individuelles

### Meilleur joueur du Tournoi
Pour cette récompense de Meilleur joueur du tournoi des Six Nations, les nommés sont : l'irlandais Bundee Aki, l'anglais Ben Earl, l'italien Tommaso Menoncello et l'écossais Duhan van der Merwe. Début avril, l'italien Tommaso Menoncello reçoit la récompense, il est le second italien à recevoir ce prix après Andrea Masi en 2011, ainsi que le plus jeune à l'obtenir.

### Équipe-type de la compétition
Le 5 avril, l'équipe-type de la compétition est dévoilée. Elle contient notamment un Anglais, deux Écossais, deux Français, huit Irlandais et deux Italiens.
| Poste                  | Joueurs                  | Joueurs                  | Joueurs                  | Joueurs                 | Joueurs                 | Joueurs                 |
| ---------------------- | ------------------------ | ------------------------ | ------------------------ | ----------------------- | ----------------------- | ----------------------- |
| Arrière                | [15] Thomas Ramos        | [15] Thomas Ramos        | [15] Thomas Ramos        | [15] Thomas Ramos       | [15] Thomas Ramos       | [15] Thomas Ramos       |
| Trois quarts ailes     | [14] Duhan van der Merwe | [14] Duhan van der Merwe | [14] Duhan van der Merwe | [11] James Lowe         | [11] James Lowe         | [11] James Lowe         |
| Trois quarts centres   | [13] Bundee Aki          | [13] Bundee Aki          | [13] Bundee Aki          | [12] Tommaso Menoncello | [12] Tommaso Menoncello | [12] Tommaso Menoncello |
| Charnière              | [10] Finn Russell        | [10] Finn Russell        | [10] Finn Russell        | [9] Jamison Gibson-Park | [9] Jamison Gibson-Park | [9] Jamison Gibson-Park |
| Troisième ligne centre | [8] Ben Earl             | [8] Ben Earl             | [8] Ben Earl             | [8] Ben Earl            | [8] Ben Earl            | [8] Ben Earl            |
| Troisième ligne aile   | [7] Michele Lamaro       | [7] Michele Lamaro       | [7] Michele Lamaro       | [6] Caelan Doris        | [6] Caelan Doris        | [6] Caelan Doris        |
| Deuxième ligne         | [5] Joe McCarthy         | [5] Joe McCarthy         | [5] Joe McCarthy         | [4] Tadhg Beirne        | [4] Tadhg Beirne        | [4] Tadhg Beirne        |
| Piliers                | [3] Uini Atonio          | [3] Uini Atonio          | [3] Uini Atonio          | [1] Andrew Porter       | [1] Andrew Porter       | [1] Andrew Porter       |
| Talonneur              | [2] Dan Sheehan          | [2] Dan Sheehan          | [2] Dan Sheehan          | [2] Dan Sheehan         | [2] Dan Sheehan         | [2] Dan Sheehan         |

### Meilleurs marqueurs
| Rang | Joueur              | Équipe         | Essais |
| ---- | ------------------- | -------------- | ------ |
| 1    | Dan Sheehan         | Irlande        | 5      |
| 1    | Duhan van der Merwe | Écosse         | 5      |
| 3    | James Lowe          | Irlande        | 4      |
| 4    | Gaël Fickou         | France         | 3      |
| 4    | Ollie Lawrence      | Angleterre     | 3      |
| 6    | Tadhg Beirne        | Irlande        | 2      |
| 6    | Rio Dyer            | Pays de Galles | 2      |
| 6    | Ben Earl            | Angleterre     | 2      |
| 6    | George Furbank      | Angleterre     | 2      |
| 6    | Monty Ioane         | Italie         | 2      |
| 6    | Nolann Le Garrec    | France         | 2      |
| 6    | Alex Mann           | Pays de Galles | 2      |
| 6    | Calvin Nash         | Irlande        | 2      |
| 6    | Pierre Schoeman     | Écosse         | 2      |

### Meilleurs réalisateurs
| Rang | Joueur              | Équipe     | Points | Essais | Transf. | Pén. | Drops |
| ---- | ------------------- | ---------- | ------ | ------ | ------- | ---- | ----- |
| 1    | Thomas Ramos        | France     | 63     | 0      | 12      | 13   | 0     |
| 2    | Finn Russell        | Écosse     | 55     | 0      | 11      | 11   | 0     |
| 3    | Jack Crowley        | Irlande    | 52     | 1      | 13      | 7    | 0     |
| 4    | George Ford         | Angleterre | 48     | 0      | 6       | 11   | 1     |
| 5    | Paolo Garbisi       | Italie     | 31     | 0      | 5       | 7    | 0     |
| 6    | Dan Sheehan         | Irlande    | 25     | 5      | 0       | 0    | 0     |
| -    | Duhan van der Merwe | Écosse     | 25     | 5      | 0       | 0    | 0     |

## Première journée

### France - Irlande
(mt 10 - 17)
Homme du match :  Joe McCarthy
Points marqués :
France :
- 2 essais de Penaud (39e), Gabrillagues (52e)
- 2 transformations de Ramos (41e, 52e)
- 1 pénalité de Ramos (26e)

Irlande :
- 5 essais de Gibson-Park (15e), Beirne (29e), Nash (45e), Sheehan (61e), Kelleher (77e)
- 5 transformations de Crowley (17e, 30e, 46e, 62e, 78e)
- 1 pénalité de Crowley (6e)

Évolution du score : 0-3, 0-10, 3-10, 3-17, 10-17,  m-t, 10-24, 17-24, 17-31, 17-38
Arbitre :  Karl Dickson
Résumé : Pour ce premier match de la compétition, le XV de France aligne dix des quinze joueurs titulaires lors de leur dernier match, le quart de finale de la Coupe du monde 2023. La deuxième ligne titulaire des Bleus est composé de deux revenants : Paul Willemse, forfait pour le Mondial, et Paul Gabrillagues, plus sélectionné depuis 2019. Par rapport à cette rencontre, François Cros est titulaire à la place d'Anthony Jelonch, forfait pour l'intégralité du Tournoi, Maxime Lucu remplace Antoine Dupont qui prépare les Jeux olympiques avec l'équipe de France à sept et Yoram Moefana est titularisé à l'aile à la place de Louis Bielle-Biarrey qui est remplaçant. Grégory Alldritt est quant à lui le nouveau capitaine français en l'absence de Dupont. Le lendemain de l'annonce de l'équipe, Romain Taofifénua déclare forfait, il est remplacé par Posolo Tuilagi, convoqué pour la première fois avec la France et considéré comme un joueur très prometteur.
Côté XV du Trèfle, celui-ci propose une composition d'équipe assez inchangée par rapport à leurs dernières rencontres hormis quelques exceptions. L'absence notable est celle de l'ex-capitaine et demi d'ouverture Jonathan Sexton qui a pris sa retraite, le troisième ligne aile expérimenté Peter O'Mahony occupe désormais ce rôle de capitaine tandis que Jack Crowley est titularisé à l'ouverture. De plus, James Ryan, titulaire habituel en deuxième ligne, prend place sur le banc au profit de Joe McCarthy. Garry Ringrose et Mack Hansen sont forfaits et remplacés respectivement par Robbie Henshaw et Calvin Nash, titulaire pour la première fois dans le Tournoi.
| France · Titulaires · Thomas Ramos 15 · Damian Penaud 14 · Gaël Fickou 13 · 63e Jonathan Danty 12 · Yoram Moefana 11 · Matthieu Jalibert 10 · 63e Maxime Lucu 9 · Grégory Alldritt 8 · 63e Charles Ollivon 7 · 63e François Cros 6 · 7e à 17e 30e Paul Willemse 5 · 52e Paul Gabrillagues 4 · 52e Uini Atonio 3 · 52e Peato Mauvaka 2 · 52e 70e Cyril Baille 1 · Remplaçants · 52e Julien Marchand 16 · 52e 70eReda Wardi 17 · 52e Dorian Aldegheri 18 · 52e Posolo Tuilagi 19 · 63e Cameron Woki 20 · 63e Paul Boudehent 21 · 63e Nolann Le Garrec 22 · 63e Louis Bielle-Biarrey 23 · Entraîneur · Fabien Galthié |  |  |  | Irlande · Titulaires · 15 Hugo Keenan · 14 Calvin Nash 79e · 13 Robbie Henshaw · 12 Bundee Aki · 11 James Lowe · 10 Jack Crowley · 9 Jamison Gibson-Park 70e · 8 Caelan Doris · 7 Josh van der Flier 63e · 6 Peter O'Mahony 52e à 62e 63e · 5 Tadhg Beirne · 4 Joe McCarthy 66e · 3 Tadhg Furlong 63e · 2 Dan Sheehan 63e · 1 Andrew Porter 8e 18e 63e · Remplaçants · 16 Rónan Kelleher 63e · 17 Cian Healy 8e 18e 63e · 18 Finlay Bealham 63e · 19 James Ryan 66e · 20 Ryan Baird 63e · 21 Jack Conan 63e · 22 Conor Murray 70e · 23 Ciarán Frawley 79e · Entraîneur · Andy Farrell |

### Italie - Angleterre
(mt 17 - 14)
Homme du match :  Ethan Roots
Points marqués : 
Italie :
- 3 essais de A. Garbisi (10e), Allan (25e), Ioane (84e)
- 3 transformations de Allan (12e, 26e), P. Garbisi (85e)
- 1 pénalité de Allan (4e)

Angleterre :
- 2 essais de Daly (19e), Mitchell (44e)
- 1 transformation de Ford (45e)
- 5 pénalité de Ford (15e, 32e, 37e, 53e, 66e)

Évolution du score : 3-0, 10-0, 10-3, 10-8, 17-8, 17-14,  m-t, 17-21, 17-24, 17-27, 24-27
Arbitre :  Paul Williams
Résumé : Pour ce match, le nouveau sélectionneur de l'Italie, Gonzalo Quesada, met en place une composition d'équipe dans la lignée de l'année précédente tout en devant composer avec les absences de quelques joueurs. À la charnière, il titularise les deux frères Garbisi, Alessandro et Paolo, tandis que Michele Lamaro est toujours le capitaine de l'équipe. Sur le banc, le pilier remplaçant Mirco Spagnolo fait sa première apparition avec l'Italie. Cependant, un jour avant la rencontre, l'ailier titulaire Ange Capuozzo et le troisième ligne aile remplaçant Edoardo Iachizzi déclarent forfaits pour la rencontre, ils sont respectivement remplacés par Lorenzo Pani, Federico Mori intégrant la feuille de match en tant que remplaçant, et par le non-capé Alessandro Izekor.
Côté anglais, Steve Borthwick titularise deux joueurs ne comptant aucune sélection : Ethan Roots et Fraser Dingwall. Sur le banc, trois joueurs sont également des novices au niveau international : Chandler Cunningham-South, Fin Smith et Immanuel Feyi-Waboso. Le jour de la rencontre, le pilier remplaçant Ellis Genge déclare forfait et est remplacé par Beno Obano.
| Italie · Titulaires · Tommaso Allan 15 · 68e Lorenzo Pani 14 · Juan Ignacio Brex 13 · Tommaso Menoncello 12 · Monty Ioane 11 · Paolo Garbisi 10 · Alessandro Garbisi 52e 9 · 46e Lorenzo Cannone 8 · 79e Michele Lamaro 7 · 66e Sebastian Negri 6 · 72e Federico Ruzza 5 · Niccolò Cannone 4 · 46e Pietro Ceccarelli 3 · 52e Gianmarco Lucchesi 2 · 66e Danilo Fischetti 1 · Remplaçants · 52e Giacomo Nicotera 16 · 66e Mirco Spagnolo 17 · 46e Giosuè Zilocchi 18 · 72e Andrea Zambonin (en) 19 · 66e Alessandro Izekor 20 · 46e Manuel Zuliani 21 · 52e Stephen Varney 22 · 68e Federico Mori 23 · Entraîneur · Gonzalo Quesada |  |  |  | Angleterre · Titulaires · 15 Freddie Steward · 14 Tommy Freeman 77e · 13 Henry Slade · 12 Fraser Dingwall · 11 Elliot Daly 76e · 10 George Ford 66e · 9 Alex Mitchell 58e · 8 Ben Earl · 7 Sam Underhill 66e · 6 Ethan Roots · 5 Ollie Chessum 72e · 4 Maro Itoje · 3 Will Stuart 55e · 2 Jamie George 73e · 1 Joe Marler 75e · Remplaçants · 16 Theo Dan 73e · 17 Beno Obano 75e · 18 Dan Cole 55e · 19 Alex Coles 72e · 20 Chandler Cunningham-South 66e · 21 Danny Care 58e · 22 Fin Smith 66e · 23 Immanuel Feyi-Waboso 77e · Entraîneur · Steve Borthwick · |

### Pays de Galles - Écosse
(mt 0 - 20)
Homme du match :  Aaron Wainwright
Points marqués : 
Pays de Galles :
- 4 essais de Botham (48e), Dyer (53e), Wainwright (61e), Mann (69e)
- 3 transformations de Lloyd (54e, 62e, 70e)

Écosse :
- 3 essais de Schoeman (11e), van der Merwe (30e, 43e)
- 3 transformations de Russell (12e, 31e, 44e)
- 2 pénalités de Russell (7e, 23e)

Évolution du score : 0-3, 0-10, 0-13, 0-20, m-t, 0-27, 5-27, 12-27, 19-27, 26-27
Arbitre :  Ben O'Keeffe
Résumé : Pour cette rencontre, le pays de Galles aligne une équipe rajeunie et assez inexpérimenté après les départs à la retraite de Dan Biggar, Leigh Halfpenny, Alun Wyn Jones, Ken Owens ou encore Justin Tipuric par rapport au Tournoi 2023. L'ailier Louis Rees-Zammit a décidé de se lancer dans le football américain peu de temps avant la compétition et fait partie des absences notables également, tandis que Taulupe Faletau est forfait. De plus, George North et Will Rowlands sont quant à eux forfaits pour cette rencontre. De ce fait, Warren Gatland titularise notamment Cameron Winnett, 21 ans et aucune sélection, à l'arrière et place Alex Mann, non capé également, sur le banc en compagnie de quatre autres joueurs comptant moins de six sélections. Le nouveau capitaine de la sélection, en l'absence des co-capitaines Dewi Lake et Jac Morgan, blessés, est le jeune deuxième ligne Dafydd Jenkins.
Côté écossais, les absences notables sont celles de l'arrière titulaire Blair Kinghorn, forfait pour les deux premières journées il est remplacé par Kyle Rowe et de Darcy Graham, l'un des ailiers titulaires,. De plus, Grant Gilchrist est quant à lui suspendu pour cette rencontre. Finn Russell est le capitaine de la sélection pour ce match.
Lors de cette rencontre, la première mi-temps est à sens unique, le XV du Chardon domine le pays de Galles et mène 20 à 0 à la pause avec deux essais inscrits par l'intermédiaire de Pierre Schoeman et Duhan van der Merwe. Le retour de la mi-temps est du même acabit, van der Merwe inscrit son deuxième essai et Finn Russell le transforme pour permettre à son équipe de mener 27 à 0 à la quarante-troisième minute de jeu. Toutefois, les Écossais se montrent ensuite très indisciplinés et écopent de deux cartons jaunes, les Gallois en profitent donc pour inscrire quatre essais, dont trois transformés, pendant ce second acte. Cependant, cela ne suffit pas et ils s'inclinent d'un seul point 26 à 27 mais empochent tout de même les points de bonus défensif et offensif. Les visiteurs s'imposent donc pour la première fois à Cardiff depuis vingt-deux ans. Le troisième ligne centre gallois Aaron Wainwright est élu homme du match malgré la défaite de son équipe.
| Pays de Galles · Titulaires · Cameron Winnett 15 · Rio Dyer 14 · 51e Owen Watkin 13 · Nick Tompkins 12 · Josh Adams 11 · 35e Sam Costelow 10 · 40e Gareth Davies 9 · Aaron Wainwright 8 · Tommy Reffell 7 · 48e James Botham 6 · 48e 54e 71e Adam Beard 5 · Dafydd Jenkins 4 · 40e Leon Brown 3 · 40e Ryan Elias 2 · Corey Domachowski 1 · Remplaçants · 40e Elliot Dee 16 · Kemsley Mathias 17 · 40e Keiron Assiratti 18 · 48e 54e 71e Teddy Williams 19 · 48e Alex Mann 20 · 40e Tomos Williams 21 · 35e Ioan Lloyd 22 · 51e Mason Grady 23 · Entraîneur · Warren Gatland |  |  |  | Écosse · Titulaires · 15 Kyle Rowe · 14 Kyle Steyn · 13 Huw Jones · 12 Sione Tuipulotu 59e à 69e · 11 Duhan van der Merwe · 10 Finn Russell · 9 Ben White 69e · 8 Matt Fagerson · 7 Jamie Ritchie 61e · 6 Luke Crosbie 50e 58e 71e · 5 Scott Cummings · 4 Richie Gray 31e · 3 Zander Fagerson 69e · 2 George Turner 47e à 57e 69e · 1 Pierre Schoeman 61e · Remplaçants · 16 Ewan Ashman 50e 58e 69e · 17 Alec Hepburn 61e · 18 Elliot Millar-Mills 69e · 19 Sam Skinner 31e · 20 Jack Dempsey 61e · 21 George Horne 69e · 22 Ben Healy · 23 Cameron Redpath 71e · Entraîneur · Gregor Townsend |

## Deuxième journée

### Écosse - France
(mt 13 - 10)
Homme du match :  Gaël Fickou
Points marqués : 
Écosse :
- 1 essai de White (7e)
- 1 transformation de Russell (8e)
- 3 pénalités de Russell (21e, 29e, 57e)

France :
- 2 essai de Fickou (30e), Bielle-Biarrey (69e)
- 2 transformations de Ramos (32e, 71e)
- 2 pénalités de Ramos (11e, 76e)

Évolution du score :  m-t
Arbitre :  Nic Berry
Résumé : Pour cette deuxième journée, le XV de France opère deux changements dans son XV de départ après la déconvenue de la première journée. Cameron Woki est titularisé à la suite de la suspension pour quatre semaines de Paul Willemse tandis que Louis Bielle-Biarrey démarre la rencontre à la place de Yoram Moefana qui est remplaçant. Sur le banc, après la blessure de Reda Wardi, Sébastien Taofifénua fait son apparition, tout comme Alexandre Roumat qui est retenu pour la première fois avec les Bleus.
Dans son équipe de départ, le XV du Chardon procède à trois changements : Grant Gilchrist, qui a purgé sa suspension, est titularisé à la place de Richie Gray, forfait pour le reste du Tournoi, tandis que Rory Darge, nommé co-capitaine avec Finn Russell, et Jack Dempsey sont également titularisés. Sur le banc, Andy Christie fait son apparition. Finalement, étant initialement titularisé, Kyle Steyn déclare forfait avant le match et est remplacé par Harry Paterson qui prend place à l'arrière et Kyle Rowe passant au poste d'ailier.
| Écosse · Titulaires · Harry Paterson 15 · Kyle Rowe 14 · 76e Huw Jones 13 · Sione Tuipulotu 12 · Duhan van der Merwe 11 · Finn Russell 10 · Ben White 9 · Jack Dempsey 8 · Rory Darge 7 · 41e Matt Fagerson 6 · Scott Cummings 5 · 74e Grant Gilchrist 4 · Zander Fagerson 3 · 16e 27e 68e George Turner 2 · 71e Pierre Schoeman 1 · Remplaçants · 16e 27e 68e Ewan Ashman 16 · 71e Alec Hepburn 17 · Elliot Millar-Mills 18 · 74e Sam Skinner 19 · 41e Andy Christie 20 · George Horne 21 · Ben Healy 22 · 76e Cameron Redpath 23 · Entraîneur · Gregor Townsend |  |  |  | France · Titulaires · 15 Thomas Ramos · 14 Damian Penaud · 13 Gaël Fickou · 12 Jonathan Danty 62e · 11 Louis Bielle-Biarrey 37e 48e · 10 Matthieu Jalibert · 9 Maxime Lucu 49e · 8 Grégory Alldritt 49e · 7 Charles Ollivon · 6 François Cros · 5 Paul Gabrillagues 48e · 4 Cameron Woki 48e · 3 Uini Atonio 37e à 47e 57e · 2 Peato Mauvaka 48e · 1 Cyril Baille 57e · Remplaçants · 16 Julien Marchand 48e · 17 Sébastien Taofifénua 57e · 18 Dorian Aldegheri 37e 48e 57e · 19 Posolo Tuilagi 48e · 20 Paul Boudehent 49e · 21 Alexandre Roumat 48e · 22 Nolann Le Garrec 49e · 23 Yoram Moefana 62e · Entraîneur · Fabien Galthié · |

### Angleterre - Pays de Galles
(mt 5 - 14)
Homme du match :  Ben Earl
Points marqués : 
Angleterre :
- 2 essais de Earl (19e), Dingwall (62e)
- 2 pénalités de Ford (47e, 71e)

Pays de Galles :
- 2 essais de pénalité (16e), Mann (37e)
- 2 transformations de pénalité (16e) et Lloyd (38e)

Évolution du score :  m-t
Arbitre :  James Doleman (en)
Résumé : Pour ce second match, le sélectionneur gallois est le premier à dévoiler sa composition, il opère sept changements par rapport à la première journée. La première ligne est changée dans son intégralité avec les titularisations de Gareth Thomas, Elliot Dee et Keiron Assiratti. En troisième ligne, James Botham déclare forfait, Alex Mann le remplace et connaît sa première titularisation. Le demi d'ouverture Sam Costelow est également forfait et remplacé par Ioan Lloyd qui compose la charnière avec Tomos Williams, à la place de Gareth Davies par rapport à la semaine dernière, Kieran Hardy étant son remplaçant sur le banc avec Cai Evans pour couvrir les postes de demi d'ouverture ou d'arrière. Au centre, George North fait notamment son retour à la place d'Owen Watkin. Le pilier droit remplaçant Archie Griffin est retenu pour la première fois sur une feuille de match, tandis que le deuxième ligne Will Rowlands fait son retour en tant que remplaçant.
Le lendemain, Steve Borthwick annonce ses vingt-trois joueurs. Par rapport à la première rencontre, un seul changement est observé avec la présence sur le banc d'Ellis Genge, forfait la semaine dernière, à la place de Beno Obano.
| Angleterre · Titulaires · Freddie Steward 15 · Tommy Freeman 14 · Henry Slade 13 · Fraser Dingwall 12 · Elliot Daly 11 · George Ford 10 · 68e Alex Mitchell 9 · Ben Earl 8 · 63e Sam Underhill 7 · 16e à 26e 72e Ethan Roots 6 · 10e à 20e 23e 34e Ollie Chessum 5 · Maro Itoje 4 · 51e Will Stuart 3 · 71e Jamie George 2 · 51e Joe Marler 1 · Remplaçants · 71e Theo Dan 16 · 51e Ellis Genge 17 · 51e Dan Cole 18 · 23e 34e 72e Alex Coles 19 · 63e Chandler Cunningham-South 20 · 68e Danny Care 21 · Fin Smith 22 · Immanuel Feyi-Waboso 23 · Entraîneur · Steve Borthwick |  |  |  | Pays de Galles · Titulaires · 15 Cameron Winnett · 14 Josh Adams 60e · 13 George North · 12 Nick Tompkins · 11 Rio Dyer · 10 Ioan Lloyd 80e · 9 Tomos Williams 72e · 8 Aaron Wainwright · 7 Tommy Reffell · 6 Alex Mann 68e · 5 Adam Beard 68e · 4 Dafydd Jenkins · 3 Keiron Assiratti 54e 80e · 2 Elliot Dee 54e · 1 Gareth Thomas 58e · Remplaçants · 16 Ryan Elias 54e · 17 Corey Domachowski 58e · 18 Archie Griffin 54e 80e · 19 Will Rowlands 68e · 20 Taine Basham 68e · 21 Kieran Hardy 72e · 22 Cai Evans 80e · 23 Mason Grady 60e 70e à 80e · Entraîneur · Warren Gatland · |

### Irlande - Italie
(mt 19 - 0)
Homme du match :  James Lowe
Points marqués : 
Irlande :
- 6 essais de Crowley (7e), Sheehan (23e, 49e), Conan (36e), Lowe (61e), Nash (77e)
- 3 transformations de Crowley (24e, 38e), Byrne (78e)

Italie : aucun
Évolution du score :  m-t
Arbitre :  Luke Pearce
Résumé : Pour ce match, Andy Farrell opère six changements dans le XV de départ de l'Irlande. Tadhg Furlong, Tadhg Beirne, le capitaine Peter O'Mahony et Bundee Aki sont mis au repos, tandis que Josh van der Flier et Jamison Gibson-Park sont placés sur le banc. Par conséquent, Finlay Bealham, James Ryan, Ryan Baird, Jack Conan, Craig Casey et Stuart McCloskey sont titularisés. Caelan Doris est nommé capitaine de l'Irlande pour la première fois. Par rapport au premier match, Jeremy Loughman, Tom O'Toole, Iain Henderson, Harry Byrne et Jordan Larmour font également leur apparition sur le banc.
Pour les Italiens, Lorenzo Cannone et Sebastian Negri déclarent forfait pour ce match,, ils sont remplacés par Manuel Zuliani et Alessandro Izekor, Michele Lamaro prenant la position de troisième ligne centre. Ross Vintcent est placé sur la feuille de match pour la première fois, en tant que remplaçant. Ange Capuozzo, forfait la semaine dernière, fait son retour au poste d'arrière et oblige Tommaso Allan à prendre place sur le banc. Stephen Varney est titularisé à la place d'Alessandro Garbisi qui se retrouve hors-groupe, Martin Page-Relo assurant le poste de demi de mêlée remplaçant.
| Irlande · Titulaires · 55e Hugo Keenan 15 · Calvin Nash 14 · 63e Robbie Henshaw 13 · Stuart McCloskey 12 · James Lowe 11 · Jack Crowley 10 · 72e Craig Casey 9 · Jack Conan 8 · Caelan Doris 7 · 65e Ryan Baird 6 · 60e James Ryan 5 · Joe McCarthy 4 · 55e Finlay Bealham 3 · 55e Dan Sheehan 2 · 55e Andrew Porter 1 · Remplaçants · 55e Rónan Kelleher 16 · 55e Jeremy Loughman 17 · 55e Tom O'Toole 18 · 60e Iain Henderson 19 · 65e Josh van der Flier 20 · 72e Jamison Gibson-Park 21 · 55e Harry Byrne 22 · 63e Jordan Larmour 23 · Entraîneur · Andy Farrell |  |  |  | Italie · Titulaires · 15 Ange Capuozzo · 14 Lorenzo Pani 57e · 13 Juan Ignacio Brex · 12 Tommaso Menoncello 57e à 67e · 11 Monty Ioane · 10 Paolo Garbisi · 9 Stephen Varney 57e · 8 Michele Lamaro · 7 Manuel Zuliani 68e · 6 Alessandro Izekor · 5 Federico Ruzza 63e · 4 Niccolò Cannone · 3 Pietro Ceccarelli 41e · 2 Gianmarco Lucchesi 56e · 1 Danilo Fischetti 56e · Remplaçants · 16 Giacomo Nicotera 56e · 17 Mirco Spagnolo 56e · 18 Giosuè Zilocchi 41e · 19 Andrea Zambonin (en) 63e · 20 Ross Vintcent 68e · 21 Martin Page-Relo 57e · 22 Tommaso Allan · 23 Federico Mori 57e · Entraîneur · Gonzalo Quesada · |

## Troisième journée

### Irlande - Pays de Galles
(mt 17 - 0)
Homme du match :  Bundee Aki
Points marqués : 
Irlande :
- 4 essais de Sheehan (20e), Lowe (31e), Frawley (66e), Beirne (80e)
- 4 transformations de Crowley (21e, 32e, 67e, 80e)
- 1 pénalité de Crowley (6e)

Pays de Galles :
- 1 essai de pénalité (42e)
- 1 transformation de pénalité (42e)

Évolution du score :  m-t
Arbitre :  Andrea Piardi
Résumé : Pour cette rencontre, Warren Gatland n'opère qu'un seul changement dans son XV de départ : Sam Costelow, de retour de blessure, est titularisé à la place de Ioan Lloyd qui prend place sur le banc, Cai Evans sortant donc des 23. Sur le banc, Dillon Lewis fait son apparition à la place d'Archie Griffin, blessé, et Mackenzie Martin prend place sur le banc pour la première fois en équipe nationale, à la place de Taine Basham. 
Du côté des Irlandais, l'arrière Hugo Keenan est forfait et remplacé par Ciarán Frawley. Les quatorze autres titulaires sont les mêmes que lors du premier match. Sur le banc, le pilier droit Oli Jager fait sa première apparition en équipe d'Irlande. 
| Irlande Titulaires Ciarán Frawley 15 Calvin Nash 14 Robbie Henshaw 13 Bundee Aki 12 James Lowe 11 Jack Crowley 10 Jamison Gibson-Park 9 Caelan Doris 8 Josh van der Flier 7 Peter O'Mahony 6 Tadhg Beirne 5 Joe McCarthy 4 Tadhg Furlong 3 Dan Sheehan 2 Andrew Porter 1 Remplaçants Rónan Kelleher 16 Cian Healy 17 Oli Jager 18 James Ryan 19 Ryan Baird 20 Jack Conan 21 Conor Murray 22 Stuart McCloskey 23 Entraîneur Andy Farrell |  |  |  | Pays de Galles Titulaires 15 Cameron Winnett 14 Josh Adams 13 George North 12 Nick Tompkins 11 Rio Dyer 10 Sam Costelow 9 Tomos Williams 8 Aaron Wainwright 7 Tommy Reffell 6 Alex Mann 5 Adam Beard 4 Dafydd Jenkins 3 Keiron Assiratti 2 Elliot Dee 1 Gareth Thomas Remplaçants 16 Ryan Elias 17 Corey Domachowski 18 Dillon Lewis 19 Will Rowlands 20 Mackenzie Martin 21 Kieran Hardy 22 Ioan Lloyd 23 Mason Grady Entraîneur Warren Gatland |

### Écosse - Angleterre
(mt 17 - 13)
Homme du match :  Duhan van der Merwe
Points marqués : 
Écosse :
- 3 essais de van der Merwe (19e, 29e, 44e)
- 3 transformations de Russell (20e, 30e, 46e)
- 3 pénalités de Russell (34e, 56e, 65e)

Angleterre :
- 2 essais de Furbank (4e), Feyi-Waboso (66e)
- 1 transformation de Ford (6e)
- 2 pénalités de Ford (14e, 49e)
- 1 drop de Ford (35e)

Évolution du score :  m-t
Arbitre :  Andrew Brace
Résumé : Pour cette rencontre, Blair Kinghorn fait son retour en tant que titulaire à l'arrière côté écossais après sa blessure, Kyle Steyn fait également le sien après son forfait de dernière minute lors de la deuxième journée. En troisième ligne, l'ancien capitaine Jamie Ritchie est titularisé. 
Pour les Anglais, les piliers Ellis Genge et Dan Cole sont titularisés par rapport au match précédant. Au poste de demi de mêlée, à la suite du forfait d'Alex Mitchell, Danny Care est titularisé et Ben Spencer prend place sur le banc. Au centre, Fraser Dingwall n'est pas reconduit après le retour de blessure d'Ollie Lawrence. À l'arrière, Freddie Steward n'est pas sur la feuille de match malgré sa très bonne performance contre le pays de Galles, George Furbank est titulaire à sa place. Sur le banc, George Martin fait son retour après sa blessure. 
| Écosse Titulaires Blair Kinghorn 15 Kyle Steyn 14 Huw Jones 13 Sione Tuipulotu 12 Duhan van der Merwe 11 Finn Russell 10 Ben White 9 Jack Dempsey 8 Rory Darge 7 Jamie Ritchie 6 Scott Cummings 5 Grant Gilchrist 4 Zander Fagerson 3 George Turner 2 Pierre Schoeman 1 Remplaçants Ewan Ashman 16 Alec Hepburn 17 Elliott Millar-Mills 18 Sam Skinner 19 Andy Christie 20 George Horne 21 Ben Healy 22 Cameron Redpath 23 Entraîneur Gregor Townsend |  |  |  | Angleterre Titulaires 15 George Furbank 14 Tommy Freeman 13 Henry Slade 12 Ollie Lawrence 11 Elliot Daly 10 George Ford 9 Danny Care 8 Ben Earl 7 Sam Underhill 6 Ethan Roots 5 Ollie Chessum 4 Maro Itoje 3 Dan Cole 2 Jamie George 1 Ellis Genge Remplaçants 16 Theo Dan 17 Joe Marler 18 Will Stuart 19 George Martin 20 Chandler Cunningham-South 21 Ben Spencer 22 Fin Smith 23 Immanuel Feyi-Waboso Entraîneur Steve Borthwick |

### France - Italie
(mt 10 - 3)
Homme du match :  Tommaso Menoncello
Points marqués : 
France :
- 1 essai de Ollivon (6e)
- 1 transformation de Ramos (7e)
- 2 pénalités de Ramos (13e, 44e)

Italie :
- 1 essai de Capuozzo (69e)
- 1 transformation de P. Garbisi (70e)
- 2 pénalités de Page-Relo (40e+3), P. Garbisi (60e)

Évolution du score :  m-t
Arbitre :  Christophe Ridley (en)
Résumé : Pour cette troisième rencontre, Fabien Galthié opère deux changements dans le XV de départ de la France : Posolo Tuilagi est titularisé pour la première fois en sélection, au détriment de Paul Gabrillagues qui n'est pas sur la feuille de match avec le retour de Romain Taofifénua sur le banc et Paul Boudehent est également titulaire à la suite de l'absence du capitaine Grégory Alldritt blessé et forfait pour ce match. De ce fait, François Cros prend la place de troisième ligne centre et Charles Ollivon récupère le brassard de capitaine. Sur le banc, Esteban Abadie, troisième ligne aile, fait sa première apparition en sélection nationale. L'ailier Louis Bielle-Biarrey déclare forfait la veille du match et est remplacé par Matthis Lebel.
Le sélectionneur de l'Italie, Gonzalo Quesada réalise quant à lui de nombreux changements, Giacomo Nicotera, Giosuè Zilocchi, Riccardo Favretto, Ross Vintcent, Martin Page-Relo et Federico Mori sont titularisés par rapport au match précédent. Sur le banc, Simone Ferrari, Matteo Canali (en) (non-capé) et Leonardo Marin font leur première apparition du Tournoi.
| France Titulaires Thomas Ramos 15 Damian Penaud 14 Gaël Fickou 13 Jonathan Danty 12 Matthis Lebel 11 Matthieu Jalibert 10 Maxime Lucu 9 François Cros 8 Charles Ollivon 7 Paul Boudehent 6 Posolo Tuilagi 5 Cameron Woki 4 Uini Atonio 3 Peato Mauvaka 2 Cyril Baille 1 Remplaçants Julien Marchand 16 Sébastien Taofifénua 17 Dorian Aldegheri 18 Romain Taofifénua 19 Alexandre Roumat 20 Esteban Abadie 21 Nolann Le Garrec 22 Yoram Moefana 23 Entraîneur Fabien Galthié |  |  |  | Italie Titulaires 15 Ange Capuozzo 14 Tommaso Menoncello 13 Juan Ignacio Brex 12 Federico Mori 11 Monty Ioane 10 Paolo Garbisi 9 Martin Page-Relo 8 Ross Vintcent 7 Michele Lamaro 6 Riccardo Favretto 5 Federico Ruzza 4 Niccolò Cannone 3 Giosuè Zilocchi 2 Giacomo Nicotera 1 Danilo Fischetti Remplaçants 16 Gianmarco Lucchesi 17 Mirco Spagnolo 18 Simone Ferrari 19 Matteo Canali (en) 20 Andrea Zambonin (en) 21 Manuel Zuliani 22 Stephen Varney 23 Leonardo Marin Entraîneur Gonzalo Quesada |

## Quatrième journée

### Italie - Écosse
(mt 16 - 22)
Homme du match :  Juan Ignacio Brex
Points marqués : 
Italie :
- 3 essais de Brex (15e), Lynagh (44e), Varney (57e)
- 2 transformations de Garbisi (16e, 59e)
- 4 pénalités de Garbisi (2e, 16e, 73e), Page-Relo (39e)

Écosse : 
- 4 essais de Z. Fagerson (6e), Steyn (12e), Schoeman (28e), Skinner (78e)
- 3 transformations de Russell (8e, 13e, 78e)
- 1 pénalité de Russell (25e)

Évolution du score : 3-0, 3-7, 3-14, 10-14, 10-17, 10-22, 13-22, 16-22, m-t, 21-22, 28-22, 31-22, 31-29
Arbitre :  Angus Gardner
Résumé : Pour cette rencontre, l'équipe d'Écosse doit notamment se passer de son premier centre titulaire Sione Tuipulotu forfait pour cause de blessure, de ce fait Cameron Redpath le remplace dans le XV de départ. Au poste de demi de mêlée, Ben White, titulaire depuis le début du Tournoi, n'est pas sur la feuille de match, George Horne est titulaire et Ali Price remplaçant. En troisième ligne aile, Andy Christie prend la place de Jamie Ritchie qui se retrouve sur le banc. Sur ce dernier, Gregor Townsend décide d'aligner six avants et deux arrières, par rapport au match précédant Matt Fagerson et Kyle Rowe font leur apparition sur celui-ci.
Du côté des Italiens, l'ailier Louis Lynagh, convoqué pendant la compétition, est titularisé pour la première fois pour sa première apparition en sélection nationale. Tommaso Menoncello retrouve sa place de premier centre, obligeant Federico Mori à retrouver le banc. Après sa blessure, Sebastian Negri est de retour en tant que titulaire, au même titre que Lorenzo Cannone qui est lui remplaçant. En pilier droit, Simone Ferrari est titularisé par rapport au dernier match à la place de Giosuè Zilocchi qui est remplaçant.
| Italie Titulaires Ange Capuozzo 15 Louis Lynagh 14 Juan Ignacio Brex 13 Tommaso Menoncello 12 Monty Ioane 11 Paolo Garbisi 10 Martin Page-Relo 9 Ross Vintcent 8 Michele Lamaro 7 Sebastian Negri 6 Federico Ruzza 5 Niccolò Cannone 4 Simone Ferrari 3 Giacomo Nicotera 2 Danilo Fischetti 1 Remplaçants Gianmarco Lucchesi 16 Mirco Spagnolo 17 Giosuè Zilocchi 18 Andrea Zambonin (en) 19 Lorenzo Cannone 20 Stephen Varney 21 Leonardo Marin 22 Federico Mori 23 Entraîneur Gonzalo Quesada |  |  |  | Écosse Titulaires 15 Blair Kinghorn 14 Kyle Steyn 13 Huw Jones 12 Cameron Redpath 11 Duhan van der Merwe 10 Finn Russell 9 George Horne 8 Jack Dempsey 7 Rory Darge 6 Andy Christie 5 Scott Cummings 4 Grant Gilchrist 3 Zander Fagerson 2 George Turner 1 Pierre Schoeman Remplaçants 16 Ewan Ashman 17 Alec Hepburn 18 Elliot Millar-Mills 19 Sam Skinner 20 Jamie Ritchie 21 Matt Fagerson 22 Ali Price 23 Kyle Rowe Entraîneur Gregor Townsend |

### Angleterre - Irlande
(mt 8 - 12)
Homme du match :  Ben Earl
Points marqués : 
Angleterre :
- 3 essais de Lawrence (4e), Furbank (48e), Earl (60e)
- 1 transformation de Smith (61e)
- 1 pénalité de Ford (17e)
- 1 drop de Smith (80e+1)

Irlande :
- 2 essais de Lowe (44e, 73e)
- 4 pénalités de Crowley (3e, 20e, 35e, 40e+1)

Évolution du score :  m-t
Arbitre :  Nika Amashukeli
Résumé : L'Angleterre décide de titulariser pour la première fois Immanuel Feyi-Waboso pour ce match, il pousse Elliot Daly sur le banc. Le demi de mêlée Alex Mitchell fait son retour en tant que titulaire après avoir manqué la troisième journée à cause d'une blessure, Danny Care retrouve alors le banc pour son centième match sous les couleurs anglaises. George Martin est quant à lui titularisé en deuxième ligne après avoir été remplaçant lors du dernier match, de ce fait Ollie Chessum est replacé en troisième ligne aile à la place d'Ethan Roots qui est hors-groupe au profit d'Alex Dombrandt qui prend place sur le banc. De plus, Marcus Smith est de retour en tant que remplaçant à la place de Fin Smith.
L'Irlande ne connaît qu'un seul changement dans son XV de départ avec le retour d'Hugo Keenan à la place de Ciarán Frawley désormais remplaçant, Stuart McCloskey se retrouvant hors-groupe. Sur le banc, Finlay Bealham est le remplaçant en pilier droit, tout comme Iain Henderson à la place de James Ryan en deuxième ligne par rapport à la troisième journée.
| Angleterre Titulaires George Furbank 15 Immanuel Feyi-Waboso 14 Henry Slade 13 Ollie Lawrence 12 Tommy Freeman 11 George Ford 10 Alex Mitchell 9 Ben Earl 8 Sam Underhill 7 Ollie Chessum 6 George Martin 5 Maro Itoje 4 Dan Cole 3 Jamie George 2 Ellis Genge 1 Remplaçants Theo Dan 16 Joe Marler 17 Will Stuart 18 Chandler Cunningham-South 19 Alex Dombrandt 20 Danny Care 21 Marcus Smith 22 Elliot Daly 23 Entraîneur Steve Borthwick |  |  |  | Irlande Titulaires 15 Hugo Keenan 14 Calvin Nash 13 Robbie Henshaw 12 Bundee Aki 11 James Lowe 10 Jack Crowley 9 Jamison Gibson-Park 8 Caelan Doris 7 Josh van der Flier 6 Peter O'Mahony 5 Tadhg Beirne 4 Joe McCarthy 3 Tadhg Furlong 2 Dan Sheehan 1 Andrew Porter Remplaçants 16 Rónan Kelleher 17 Cian Healy 18 Finlay Bealham 19 Iain Henderson 20 Ryan Baird 21 Jack Conan 22 Conor Murray 23 Ciarán Frawley Entraîneur Andy Farrell |

### Pays de Galles - France
(mt 17 - 20)
Homme du match :  Nolann Le Garrec
Points marqués : 
Pays de Galles : 
- 3 essais de Dyer (8e), Williams (24e), Joe Roberts (42e)
- 3 transformations de Costelow (9e, 25e, 44e)
- 1 pénalité de Costelow (1re)

France :
- 5 essais de Fickou (21e), Le Garrec (28e), Colombe (64e), R. Taofifénua (68e), Lucu (80e)
- 4 transformations de Ramos (22e, 29e, 65e, 69e)
- 4 pénalités de Ramos (6e, 14e, 60e, 73e)

Évolution du score :  m-t
Arbitre :  Luke Pearce
Résumé : Warren Gatland est le premier à dévoiler sa composition. Pour ce match, il se passe de la paire de centres Nick Tompkins-George North au profit d'Owen Watkin et Joe Roberts. Le deuxième ligne Will Rowlands est titularisé au côté d'Adam Beard, ce qui implique le déplacement en troisième ligne aile du capitaine Dafydd Jenkins et d'Alex Mann sur le banc. Au talon, Ryan Elias est titularisé par rapport au dernier match à la place d'Elliot Dee, désormais remplaçant. Sur le banc, Gareth Davies est de retour à la place de Kieran Hardy notamment. Cependant, le jour du match, Ryan Elias est forcé de déclarer forfait peu de temps avant la rencontre, Elliot Dee prend sa place de titulaire et Evan Lloyd, non capé et ne comptant aucune titularisation en professionnel, intègre le banc des remplaçants pour la première fois.
Côté français, quatre joueurs sont sélectionnés pour la première fois sur une feuille de match des Bleus : Emmanuel Meafou, Nicolas Depoortère et Léo Barré en tant que titulaire, ainsi que Georges-Henri Colombe sur le banc. Nolann Le Garrec est titularisé pour la première fois au poste de demi de mêlée à la place de Maxime Lucu. De retour de blessure, Thibaud Flament fait sa première apparition du Tournoi, dans le XV de départ, au poste de deuxième ligne. De plus, le capitaine Grégory Alldritt est également remis de sa blessure contractée lors de la deuxième journée. 
| Pays de Galles Titulaires Cameron Winnett 15 Josh Adams 14 Joe Roberts 13 Owen Watkin 12 Rio Dyer 11 Sam Costelow 10 Tomos Williams 9 Aaron Wainwright 8 Tommy Reffell 7 Dafydd Jenkins 6 Adam Beard 5 Will Rowlands 4 Keiron Assiratti 3 Elliot Dee 2 Gareth Thomas 1 Remplaçants Evan Lloyd 16 Corey Domachowski 17 Dillon Lewis 18 Alex Mann 19 Mackenzie Martin 20 Gareth Davies 21 Ioan Lloyd 22 Mason Grady 23 Entraîneur Warren Gatland |  |  |  | France Titulaires 15 Léo Barré 14 Damian Penaud 13 Gaël Fickou 12 Nicolas Depoortère 11 Louis Bielle-Biarrey 10 Thomas Ramos 9 Nolann Le Garrec 8 Grégory Alldritt 7 Charles Ollivon 6 François Cros 5 Emmanuel Meafou 4 Thibaud Flament 3 Uini Atonio 2 Julien Marchand 1 Cyril Baille Remplaçants 16 Peato Mauvaka 17 Sébastien Taofifénua 18 Georges-Henri Colombe 19 Romain Taofifénua 20 Alexandre Roumat 21 Paul Boudehent 22 Maxime Lucu 23 Yoram Moefana Entraîneur Fabien Galthié |

## Cinquième journée

### Pays de Galles - Italie
(mt 0 - 11)
Homme du match :  Juan Ignacio Brex
Points marqués : 
Pays de Galles :
- 3 essais de Dee (64e), Rowlands (79e), Grady (82e)
- 3 transformations de Costelow (65e), I. Lloyd (80e, 82e)

Italie : 
- 2 essais de Ioane (20e), Pani (46e)
- 1 transformation de P. Garbisi (47e)
- 4 pénalités de Garbisi (6e, 14e, 71e), Page-Relo (74e)

Évolution du score : 0-3, 0-6, 0-11, m-t, 0-18, 7-18, 7-21, 7-24, 14-24, 21-24
Arbitre :  Mathieu Raynal
Résumé : Pour ce match, côté gallois, Warren Gatland décide de rappeler la paire de centre Nick Tompkins-George North mise de côté l'autre du précédent match. En pilier droit, Dillon Lewis est titularisé à la place de Keiron Assiratti et Harri O'Connor est placé sur le banc pour la première fois. Le capitaine Dafydd Jenkins retrouve son poste de deuxième ligne, Will Rowlands se retrouvant sur le banc, et Alex Mann retrouve une place de titulaire en troisième ligne aile. Sur le banc, Kemsley Mathias et Kieran Hardy font respectivement leur arrivée à la place de Corey Domachowski et de Gareth Davies.
Côté italien, l'arrière titulaire, Ange Capuozzo, déclare forfait à cause d'une fracture d'un doigt, il est remplacé par Lorenzo Pani sur la feuille de match. Par rapport à la quatrième journée, Stephen Varney et Lorenzo Cannone sont titularisés à la place de Martin Page-Relo et Ross Vintcent qui rejoignent le banc des remplaçants. Sur ce dernier, Manuel Zuliani fait son apparition à la place de Federico Mori.
| Pays de Galles Titulaires Cameron Winnett 15 Josh Adams 14 George North 13 Nick Tompkins 12 Rio Dyer 11 Sam Costelow 10 Tomos Williams 9 Aaron Wainwright 8 Tommy Reffell 7 Alex Mann 6 Adam Beard 5 Dafydd Jenkins 4 Dillon Lewis 3 Elliot Dee 2 Gareth Thomas 1 Remplaçants Evan Lloyd 16 Kemsley Mathias 17 Harri O'Connor 18 Will Rowlands 19 Mackenzie Martin 20 Kieran Hardy 21 Ioan Lloyd 22 Mason Grady 23 Entraîneur Warren Gatland |  |  |  | Italie Titulaires 15 Lorenzo Pani 14 Louis Lynagh 13 Juan Ignacio Brex 12 Tommaso Menoncello 11 Monty Ioane 10 Paolo Garbisi 9 Stephen Varney 8 Lorenzo Cannone 7 Michele Lamaro 6 Sebastian Negri 5 Federico Ruzza 4 Niccolò Cannone 3 Simone Ferrari 2 Giacomo Nicotera 1 Danilo Fischetti Remplaçants 16 Gianmarco Lucchesi 17 Mirco Spagnolo 18 Giosuè Zilocchi 19 Andrea Zambonin (en) 20 Ross Vintcent 21 Manuel Zuliani 22 Martin Page-Relo 23 Leonardo Marin Entraîneur Gonzalo Quesada |

### Irlande - Écosse
(mt 7 - 6)
Homme du match :  Jamison Gibson-Park
Points marqués : 
Irlande :
- 2 essais de Sheehan (13e), Porter (65e)
- 2 transformations de Crowley (13e, 65e)
- 1 pénalité de Crowley (44e)

Écosse :
- 1 essai de Jones (78e)
- 1 transformation de Russell (78e)
- 2 pénalités de Russell (8e, 17e)

Évolution du score : 0-3,7-3,7-6 m-t 10-6,17-6,17-13 
Arbitre :  Matthew Carley
Résumé : L'entraîneur du XV du Chardon, Gregor Townsend, opère deux changements dans son XV de départ : il titularisé Stafford McDowall à la place de Cameron Redpath qui retrouve le banc des remplaçants, ainsi que Ben White forçant également George Horne à rejoindre le banc. Sur ce dernier, Rory Sutherland est aligné à la place d'Alec Hepburn. De plus, le déplacement de Redpath sur le banc entraîne la sortie du groupe de Jamie Ritchie. Par la suite, Eliott Millar-Mills, initialement prévu sur le banc des remplaçants est forfait et remplacé par Javan Sebastian sur la feuille de match.
L'Irlande ne procède à aucun changement dans son XV de départ. Sur le banc, Harry Byrne et Garry Ringrose sont présents à la place d'Iain Henderson et de Ciarán Frawley. Finalement, peu de temps avant la rencontre, l'arrière Hugo Keenan est forcé de déclarer forfait, il est remplacé par Jordan Larmour qui intègre la feuille de match.
| Irlande Titulaires Jordan Larmour 15 Calvin Nash 14 Robbie Henshaw 13 Bundee Aki 12 James Lowe 11 Jack Crowley 10 Jamison Gibson-Park 9 Caelan Doris 8 Josh van der Flier 7 Peter O'Mahony 6 Tadhg Beirne 5 Joe McCarthy 4 Tadhg Furlong 3 Dan Sheehan 2 Andrew Porter 1 Remplaçants Rónan Kelleher 16 Cian Healy 17 Finlay Bealham 18 Ryan Baird 19 Jack Conan 20 Conor Murray 21 Harry Byrne 22 Garry Ringrose 23 Entraîneur Andy Farrell |  |  |  | Écosse Titulaires 15 Blair Kinghorn 14 Kyle Steyn 13 Huw Jones 12 Stafford McDowall 11 Duhan van der Merwe 10 Finn Russell 9 Ben White 8 Jack Dempsey 7 Rory Darge 6 Andy Christie 5 Scott Cummings 4 Grant Gilchrist 3 Zander Fagerson 2 George Turner 1 Pierre Schoeman Remplaçants 16 Ewan Ashman 17 Rory Sutherland 18 Javan Sebastian 19 Sam Skinner 20 Matt Fagerson 21 George Horne 22 Cameron Redpath 23 Kyle Rowe Entraîneur Gregor Townsend |

### France - Angleterre
(mt 16 - 10)
Homme du match :  Léo Barré
Points marqués : 
France :
- 3 essais de Le Garrec (19e), Barré (56e), Fickou (61e)
- 3 transformations de Ramos (19e, 59e, 61e)
- 4 pénalités de Ramos (18e, 32e, 36e, 79e)

Angleterre : 
- 4 essais de Lawrence (40e, 42e), Smith (46e), Freeman (74e)
- 4 transformations de Ford (40e, 42e, 46e, 74e)
- 1 pénalité de Ford (12e)

Évolution du score : 0-3,3-3,10-3,13-3,16-3,16-10  m-t16-17,16-24,23-24,30-24,30-31,33-31
Arbitre :  Angus Gardner
Résumé : Pour ce Crunch, le sélectionneur du XV de France, Fabien Galthié, n'opère aucun changement dans ses vingt-trois joueurs par rapport au match précédant.
Côté anglais, l'ailier Immanuel Feyi-Waboso déclare forfait, il est remplacé par Elliot Daly dans le XV de départ. Sur le banc, Manu Tuilagi l'intègre après le forfait de Feyi-Waboso, tout comme Ethan Roots qui remplace Chandler Cunningham-South également forfait.
| France Titulaires Léo Barré 15 Damian Penaud 14 Gaël Fickou 13 Nicolas Depoortère 12 Louis Bielle-Biarrey 11 Thomas Ramos 10 Nolann Le Garrec 9 Grégory Alldritt 8 Charles Ollivon 7 François Cros 6 Emmanuel Meafou 5 Thibaud Flament 4 Uini Atonio 3 Julien Marchand 2 Cyril Baille 1 Remplaçants Peato Mauvaka 16 Sébastien Taofifénua 17 Georges-Henri Colombe 18 Romain Taofifénua 19 Alexandre Roumat 20 Pierre Boudehent 21 Maxime Lucu 22 Yoram Moefana 23 Entraîneur Fabien Galthié |  |  |  | Angleterre Titulaires 15 George Furbank 14 Tommy Freeman 13 Henry Slade 12 Ollie Lawrence 11 Elliot Daly 10 George Ford 9 Alex Mitchell 8 Ben Earl 7 Sam Underhill 6 Ollie Chessum 5 George Martin 4 Maro Itoje 3 Dan Cole 2 Jamie George 1 Ellis Genge Remplaçants 16 Theo Dan 17 Joe Marler 18 Will Stuart 19 Ethan Roots 20 Alex Dombrandt 21 Danny Care 22 Marcus Smith 23 Manu Tuilagi Entraîneur Steve Borthwick |